# Radacz
Radacz [ˈradat͡ʂ] (tiếng Đức: Raddatz) là một ngôi làng thuộc khu hành chính của Gmina Borne Sulinowo, thuộc hạt Szczecinek, West Pomeranian Voivodeship, ở phía tây bắc Ba Lan.
Ngôi làng nằm trong khu vực lịch sử của Farther Pomerania. Nó nằm khoảng 16 kilômét (10 mi) phía bắc Borne Sulinowo, 10 km (6 mi) về phía tây của Szczecinek và 134 km (83 mi) về phía đông của thủ đô khu vực Szczecin.

## Lịch sử
Khu định cư được đề cập lần đầu tiên trong chứng thư 1403, khi khu vực này là một phần của Công tước Hoàng gia Pomerania. Các điền trang được tổ chức bởi gia đình quý tộc Kleist. Sau khi công tước Griffin bị tuyệt chủng, Raddatz đã được sáp nhập vào tỉnh Pomerania của Brandenburg-Phổ năm 1653.
Nhà thờ giáo xứ được xây dựng vào năm 1744; nó chứa cỗ xe cá nhân của vua Ba Lan John III Sobieski, được đưa đến đây bởi Nguyên soái Henning Alexander von Kleist trong Chiến tranh Silesian đầu tiên và được xây dựng lại như một bục giảng (ngày nay được trưng bày trong Bảo tàng Cung điện của Vua John III tại Wilanów).
Triều đại von Kleist đã tổ chức trang viên cho đến cuối thế kỷ 19. Sau Thế chiến II, khu vực rơi vào Cộng hòa Ba Lan. Dân số Đức còn lại đã bị trục xuất và trang viên Radacz trở thành Nông trại Nhà nước (PGR). Đối với lịch sử của khu vực, xem Lịch sử của Pomerania.

## Những người đáng chú ý
- Henning Alexander von Kleist (1677 Từ1749), Nguyên soái
- Henning Alexander von Kleist (1707 Từ1784), Trung tướng.